# Petra Polášková
Petra Polášková (22. června 1979) je bývalá česká fotbalistka, která hrála jako záložnice. Během své kariéry hrála za prvoligové 1. FC Slovácko. Za českou reprezentaci odehrála 29 zápasů, gól nevstřelila. Za reprezentaci debutovala v roce 1997.
Hrála i za reprezentaci do 19 let.